# Thérapeutique ciblée

La protéine EGFR peut être la cible d'une thérapie par Panitumumab ou Géfitinib.

Une thérapeutique ciblée, ou thérapie ciblée, est un médicament anticancéreux ou un micro-organisme qui cible un récepteur ou un mécanisme précis de la tumeur, et a moins d'effets secondaires qu'une chimiothérapie. Elle interagit avec des cibles moléculaires spécifiques nécessaires à la carcinogenèse et à la croissance tumorale et se distingue ainsi des médicaments qui inhibent ou détruisent simplement les cellules se divisant rapidement, comme le font les molécules de la chimiothérapie traditionnelle.

Une thérapie ciblée particulière permet de stopper la multiplication des cellules cancéreuses (en cas de présence d'une addiction oncogénique), de diminuer la vascularisation de la tumeur (action anti-angiogénique), ou de stimuler la réaction immunitaire de l'organisme contre les cellules cancéreuses, voire d'induire leur apoptose. La thérapie doit être re-évaluée périodiquement, à partir d'une nouvelle analyse génomique, car les cellules cancéreuses mutent au cours du temps.

## Introduction
Le traitement chirurgical et médicamenteux ainsi que la radiothérapie  constituent les principales approches du traitement du cancer. Pendant longtemps, la chimiothérapie, qui consiste à tuer les cellules tumorales et/ou à inhiber la croissance et la prolifération des cellules tumorales par des médicaments chimiques, a été la seule approche thérapeutique anticancéreuse. La plus grande caractéristique de la chimiothérapie est l’incapacité de faire la distinction entre les cellules cancéreuses et les cellules normales, ce qui entraîne une toxicité et des effets secondaires importants. Au cours des deux dernières décennies, le traitement du cancer a connu une évolution considérable, passant des médicaments cytotoxiques à large spectre aux médicaments ciblés . Par rapport aux médicaments de chimiothérapie traditionnels, les médicaments ciblés peuvent cibler spécifiquement les cellules cancéreuses mais épargner les cellules normales, ce qui leur confère une puissance et une efficacité élevées. faible toxicité. Encouragés par l’approbation du premier inhibiteur de la tyrosine kinase à petites molécules, l’imatinib, pour une utilisation clinique par la Food and Drug Administration des États-Unis en 2001, les médicaments ciblés se sont rapidement développés et au cours des 20 dernières années, il y a eu une augmentation significative du nombre de médicaments ciblés approuvés par la FDA pour le traitement du cancer.
Les médicaments ciblés peuvent être grossièrement classés en deux catégories : les petites molécules et les macromolécules (par exemple, les anticorps monoclonaux, les polypeptides, les conjugués anticorps-médicament et les acides nucléiques),. Par rapport aux médicaments à base de macromolécules, les médicaments ciblés à petites molécules présentent des avantages dans certains aspects tels que les propriétés pharmacocinétiques, les coûts, l'observance du patient, ainsi que le stockage et le transport des médicaments . Malgré la concurrence des médicaments macromoléculaires représentés par les anticorps monoclonaux ces dernières années, les médicaments ciblés sur les petites molécules continuent de connaître un grand développement. En 2021, il existait au total 89 petites molécules anticancéreuses approuvées aux États-Unis et en Chine .

## Historique
Paul Ehrlich a proposé pour la première fois le concept de thérapie ciblée dans les années 1890 comme une « solution miracle » qui serait totalement spécifique à la cible et donc sûre sans aucune toxicité supplémentaire ,. Cette théorie a été initialement appliquée aux maladies infectieuses mais pas à la thérapie anticancéreuse en raison d'une connaissance insuffisante de l'étiologie et de la biologie du cancer ; cependant, ce concept a depuis été étendu au traitement du cancer ,. Le trastuzumab, un anticorps monoclonal anti-HER2, et l'imatinib, une petite molécule inhibiteur de la tyrosine kinase ciblant la kinase ABL activée de manière aberrante médiée par la fusion BCR-ABL, ont été développés et cliniquement approuvés en 1998 et 2001 pour le traitement respectif  du cancer du sein HER2-positif et de la  leucémie myéloïde chronique à chromosomes Philadelphie positifs ,. Le succès de l'imatinib en clinique a servi de paradigme pour une utilisation intensive des inhibiteurs de petites molécules de kinase comme thérapie anticancéreuse  et un certain nombre de thérapies moléculaires anticancéreuses ciblées ont été approuvées pour une utilisation clinique chez les patients atteints de cancer .

## Petites molécules

### Inhibiteurs de la kinase
La protéine kinase est une enzyme qui catalyse le transfert du groupe γ-phosphate de l'adénosine triphosphate vers des résidus protéiques contenant des groupes hydroxyle. Elle joue un rôle important dans la croissance, la prolifération et la différenciation cellulaire . Le génome humain comprend environ 535 protéines kinases . Selon les résidus de substrat, les protéines kinases peuvent être classées en tyrosine kinases (y compris les récepteurs et les non-récepteurs tyrosine kinases), en sérine/thréonine kinases et en enzymes de type tyrosine kinase. La dérégulation des protéines kinases est liée à diverses maladies, notamment le cancer. Les protéines kinases sont les cibles thérapeutiques tumorales les plus étudiées.

#### Classification
Ces inhibiteurs de kinases peuvent être classés en différentes catégories de plusieurs manières. Le  système de classification intégré proposé par Roskoski est l'une des classifications les plus largement utilisées .
| Classe            | Mécanismes d'action                                                          | Exemples                                                                                              |
| ----------------- | ---------------------------------------------------------------------------- | --- |
| Type I            |                                                                              | cabozantinib, ceritinib, gefitinib, palbociclib, pazopanib, ponatinib, ruxolitinib, tofacitinib       |
| Type I1/2 Type II |                                                                              | dasatinib, imatinib, lapatinib, lenvatinib, nilotinib, regorafenib, sorafenib, sunitinib, vemurafenib |
| Type III Type IV  |                                                                              | trametinib, everolimus, sirolimus, temsirolimus                                                       |
| Type V            | Inhibiteurs bivalents qui se lient à deux parties différentes du lobe kinase | lenvatinib                                                                                            |
| Type VI           | Inhibiteurs covalents                                                        | afatinib, ibrutinib                                                                                   |

### Inhibiteurs des récepteurs de la tyrosine kinase

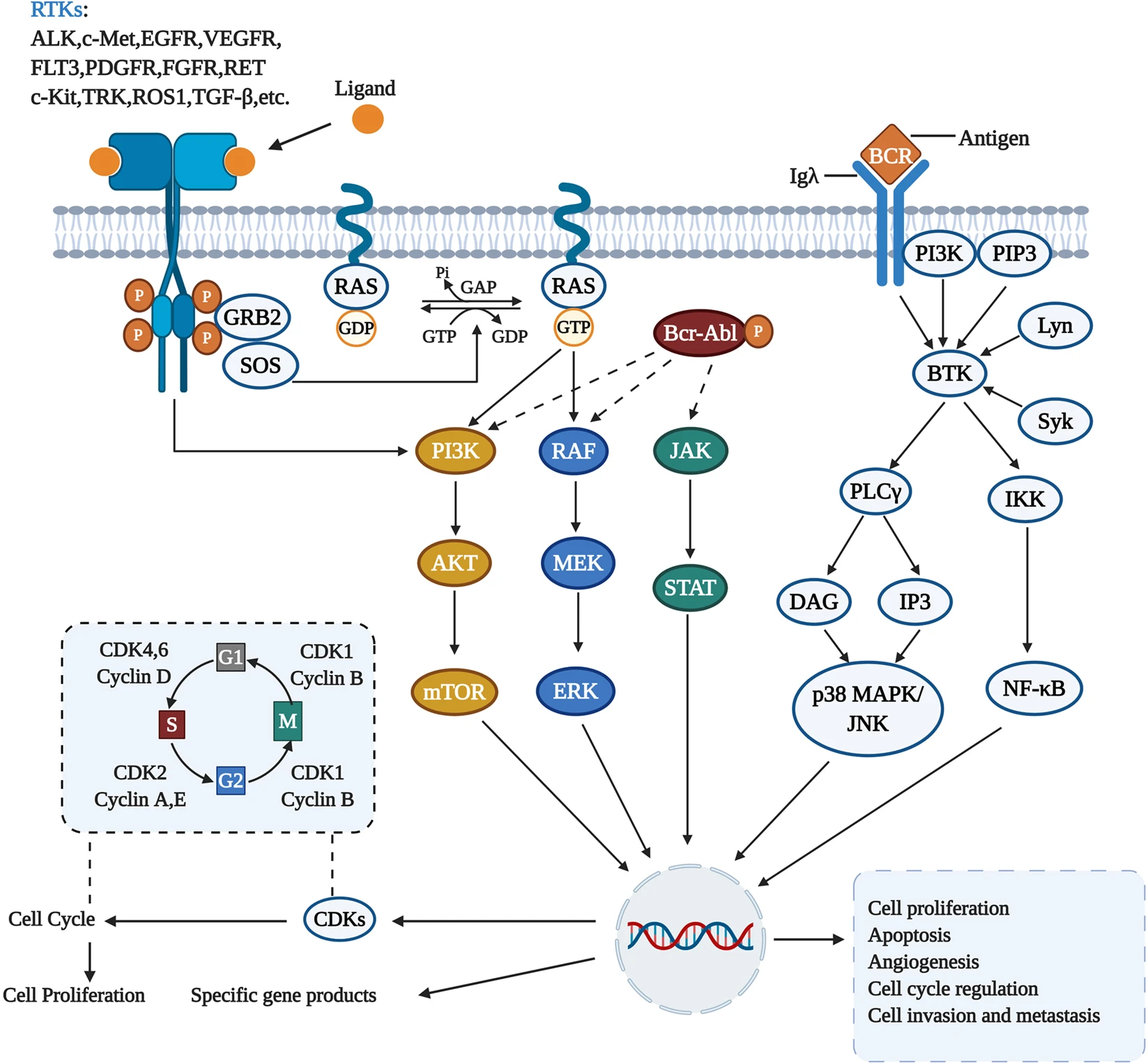
Différentes voies d'activation ciblées par les inhibiteurs de la tyrosine kinase L'ensemble des récepteurs de la tyrosine kinase (RTK) influence un petit nombre d'intermédiaires, tels que la phosphoinositide 3-kinase (PI3K) et les protéines kinases activées par les mitogènes (MAPK), activant ainsi les réseaux de signalisation complexes liés à la prolifération cellulaire, à la différenciation, à l'adhésion, à l'apoptose et migration.

#### Inhibiteurs de la kinase du lymphome anaplasique
La kinase du lymphome anaplasique codée par le gène ALK est la seule  tyrosine kinase transmembranaire de la famille des récepteurs de l'insuline . La kinase du lymphome anaplasique peut activer plusieurs voies de signalisation en aval et joue un rôle important dans le développement du système nerveux . L'activation constitutive de la kinase du lymphome anaplasique par des mutations ponctuelles ou des réarrangements chromosomiques ont été identifiés dans plusieurs cancers humains tels que le lymphome anaplasique à grandes cellules, le lymphome diffus à grandes cellules B  , la tumeur myofibroblastique inflammatoire  et cancer du poumon non à petites cellules .
Le crizotinib approuvé en 2011 est un inhibiteur de la  kinase du lymphome anaplasique de première génération ciblant plusieurs tyrosine kinases, notamment la kinase du lymphome anaplasique, le récepteur du facteur de croissance des hépatocytes et la kinase proto-oncogène ROS1 . Deux essais randomisés de phase III ont établi la supériorité du crizotinib sur la chimiothérapie chez les patients atteints d'un cancer bronchique non à petites cellules avancé avec réarrangement du gène ALK, et il constitue désormais le traitement médicamenteux standard pour le cancer bronchique non à petites cellules ALK-positif métastatique ,. Malheureusement, la plupart des patients développent mutations résistantes au crizotinib dans les 12 mois, en particulier les mutations L1196M et G1269A du gène ALK, pouvant entraîner une rechute . L'apparition de métastase cérébrale est le site de rechute le plus fréquent chez les patients atteints de cancer bronchique non à petites cellules  traités par crizotinib, probablement en raison de sa faible perméabilité à la barrière hémato-encéphalique .
Les inhibiteurs de la kinase du lymphome anaplasique de deuxième génération, le céritinib, l'alectinib et le brigatinib, ont ensuite été développés pour le traitement du cancer bronchique non à petites cellules ALK-positif résistant au crizotinib, qui sont tous des inhibiteurs multikinases.
Le céritinib est plus puissant que le crizotinib et a doublé la survie sans progression  par rapport à la chimiothérapie dans les études cliniques . L'alectinib présente des avantages par rapport au crizotinib et au céritinib et a montré une activité inhibitrice contre plusieurs mutations ALK résistantes au crizotinib ou au céritinib . Cet agent n'est pas un substrat de la glycoprotéine P et peut traverser la barrière hémato-encéphalique et prévenir efficacement les métastases cérébrales. Il a été approuvé pour le traitement du cancer bronchique non à petites cellules en 2015 et recommandé comme traitement de première intention pour les patients atteints d'un cancer bronchique non à petites cellules ALK-positif avec fusion en 2017. De plus, le brigatinib a obtenu une approbation accélérée comme traitement de deuxième intention pour les patients atteints d'un cancer bronchique non à petites cellules ALK positif basé sur les réponses systémiques et intracrâniennes considérables lors des essais cliniques . Semblables à l'expérience avec le crizotinib, de nouveaux mécanismes de résistance ont été observés chez les patients qui ont rechuté après un traitement par des inhibiteurs de la kinase du lymphome anaplasique de deuxième génération.
Le lorlatinib est un inhibiteur de la kinase ROS1 ayant une bonne diffusion cérébrale approuvé en 2018 . En tant qu'inhibiteur de la de la kinase du lymphome anaplasique de troisième génération, toutes les mutations du gène ALK sont reconnues (à l'exception de la mutation L1198F) peuvent être ciblées par le lorlatinib . Le lorlatinib est structurellement distinct de la plupart des inhibiteurs de la kinase du lymphome anaplasique de deuxième génération, mais possède la même base structurelle que le crizotinib. Cependant, les patients porteurs de la mutation L1198F, qui confère une résistance au lorlatinib, ont signalé une re-sensibilité au crizotinib . Ce résultat indique que le retraitement sous guidage moléculaire devrait être considéré comme une approche cliniquement significative pour le cancer bronchique non à petites cellules ALK-positif.
Actuellement, certains inhibiteurs de la kinase du lymphome anaplasique font encore l’objet d’investigations cliniques, tels que les poly inhibiteurs de la kinase  entrectinib , belizatinib   et repotrectinib  , qui ciblent les réarrangements oncogènes de du ROS1 et de la kinase du récepteur de la tropomyosine.

#### Inhibiteur du récepteur du facteur de croissance épidermique
Le récepteur du facteur de croissance épidermique est une protéine transmembranaire impliquée dans un large éventail de processus biologiques. Les membres de cette famille comprennent également ERBB2/HER2, ERBB3/HER3 et ERBB4/HER4, qui sont structurellement similaires et consistent en une région de liaison au ligand extramembranaire, une région transmembranaire simple brin et une région tyrosine kinase intra-membranaire hautement conservée,. Lorsque le domaine extracellulaire du récepteur du facteur de croissance épidermique se lie à son ligand, tel que le facteur de croissance épidermique ou le facteur de croissance transformant-α, le récepteur du facteur de croissance épidermique se dimérise et s'autophosphoryle, activant ainsi les cascades de signalisation intracellulaire en aval, qui sont étroitement liées à la prolifération cellulaire, à la survie et à l'apoptose . L'activation anormale , secondaire à des mutations de son gène, du récepteur du facteur de croissance épidermique contribue grandement à la tumorigenèse de plusieurs types de cancer, notamment le cancer du poumon, le cancer du sein et le cancer du pancréas ,,.
La première génération d'inhibiteur du récepteur du facteur de croissance épidermique, tels que le géfitinib, l'erlotinib et l'icotinib, sont des inhibiteurs réversibles dotés d'une structure quinazoline. Ces médicaments sont très efficaces chez les patients atteints du cancer du poumon non à petites cellules  porteurs de mutations activatrices de du gène du récepteur du facteur de croissance épidermique (délétion de l'exon 19 et exon 21 L858R) ,,,. Ils ont démontré un bénéfice significatif en matière de survie sans progression par rapport à la chimiothérapie. En outre, l'erlotinib a également été utilisé en association avec la gemcitabine pour le traitement clinique du cancer du pancréas . La double mutation L858R/T790M est la principale cause d'échec thérapeutique (> 50 %) après la prise de la première génération d'inhibiteurs du récepteur du facteur de croissance épidermique .

## Macromolécules

### Conjugués anticorps-médicament

Un conjugué anticorps-médicament comprend trois composants principaux : un anticorps monoclonal d'origine humaine, un liant et un médicament cytotoxique . L'anticorps monoclonal au sein de l’ADC reconnaît les antigènes présents sur la membrane de la cellule cible, facilitant ainsi son entrée dans la cellule par endocytose. Dans la plupart des cas, l'anticorps monoclonal est transféré vers les endosomes précoces, puis vers les lysosomes. L'environnement acide et les hydrolases protéiques au sein de ces compartiments entraînent la dégradation de l'conjugué anticorps-médicament libérant le médicament cytotoxique dans le cytoplasme. Le médicament cytotoxique libéré se lie ensuite à l'acide désoxyribonucléique ou aux protéines des microtubules, provoquant un arrêt du cycle cellulaire et éventuellement une apoptose .

## Exemples

### Petites molécules
- Inhibiteurs de BCR-ABL : imatinib, nilotinib, dasatinib, bosutinib, ponatinib
- Inhibiteurs d’EGFR : erlotinib, géfitinib, afatinib, osimertinib
- Inhibiteurs du protéasome : bortézomib, carfilzomib, ixazomib
- Inhibiteurs des Janus kinases (JAK2) : ruxolitinib, tofacitinib

- Inhibiteurs de Bcl-2 : venetoclax, obatoclax, navitoclax, gossypol
- Inhibiteurs de PARP : olaparib, iniparib
- Inhibiteurs de PI3K : idélalisib, périfosine
- Inhibiteurs de Braf : vemurafenib, dabrafenib, encorafenib
- Inhibiteurs de VEGFR2 : apatinib
- Inhibiteurs de MEK : tramétinib, binimetinib
- Inhibiteurs de CDK : palbociclib, ribociclib
- Inhibiteurs des IDH : ivosidénib, énasidénib
- Inhibiteurs du c-KIT : imatinib, masitinib
- Inhibiteur du PDGFR : imatinib
- Inhibiteurs de Hsp90
- AN-152 (AEZS-108) : doxorubicine liée à [D-Lys(6)]- LHRH
- Régorafénib, sorafénib, lapatinib

### Petites molécules conjuguées
- Vintafolide

### Anticorps monoclonaux
- Anti-CD20 : rituximab, obinutuzumab, ocrélizumab, ofatumumab
- Anti-HER2/neu (ErbB2) : trastuzumab, pertuzumab
- Anti-EGFR : cétuximab, panitumumab
- Anti-VEGF : bévacizumab
- Anti-PD-1 : nivolumab, pembrolizumab
- Anti-PD-L1 : atézolizumab, avélumab, durvalumab
- Anti-intégrine α4 : natalizumab, védolizumab
- Girentuximab
- Anti-HGF : ficlatuzumab
- Anti-CD30 : brentuximab védotine
- Anti-CD38 : daratumumab
- Anti-CD52 : alemtuzumab
- Anti-CTLA4 : ipilimumab

## Bactéries tumoricides
Des stratégies thérapeutiques à base de bactéries tumoricides (ou bactéries carcinolytiques) sont des thérapies ciblées connues depuis longtemps pour certaines, et encore expérimentales pour la plupart. Lorsque des bactéries de ce type sont administrées dans le corps, elles migrent vers les tissus cancéreux et commencent à se développer, puis déploient leurs mécanismes respectifs pour détruire les tumeurs solides. Chaque espèce de bactérie utilise un processus différent pour éliminer la tumeur.
Les bactéries tumoricides courantes comprennent notamment Salmonella, Clostridium, Bifidobacterium, Listeria et Streptococcus. Les premières recherches sur ce type de bactéries ont été mises en évidence en 1813 lorsque les scientifiques ont observé que les patients atteints de gangrène gazeuse, une infection causée par la bactérie Clostridium, pouvaient engendrer des régressions tumorales.
Une souche génétiquement modifiée de Salmonella (TAPET-CD) a terminé les essais cliniques de phase 1 pour les patients atteints d'un cancer métastatique de stade 4. Des vaccins anticancéreux à base de Listeria sont actuellement produits et font l'objet de nombreux essais cliniques. Des essais de phase I de la souche Clostridium appelée Clostridium novyi (C. novyi -NT) pour les patients atteints de tumeurs réfractaires au traitement ou de tumeurs qui ne répondent pas au traitement sont en cours.

## Sources de l'article
La section Petite Molécule est une traduction incomplète de Zhong, L., Li, Y., Xiong, L. et al. Small molecules in targeted cancer therapy: advances, challenges, and future perspectives. Sig Transduct Target Ther 6, 201 (2021). https://doi.org/10.1038/s41392-021-00572-w paru sous licence Creative Commons Attribution 4.0 International